# Alphonse De Haene
Alphonse De Haene (Haringe, 10 mei 1863 - Dudzele, 20 december 1939) was een Belgische arts en politicus. Hij was burgemeester van de Belgische gemeente Dudzele van 1922 tot 1938.

## Arts
De Haene was de zoon van Serafin De Haene (1817-1892) en van Juliana Patfoort (1829-1902). Hij behaalde zijn diploma van doctor in de genees-, heel- en verloskunde op 18 juni 1891 aan de Katholieke Universiteit Leuven. Dokter Gustaaf Ketele was op 12 oktober 1891 in Dudzele overleden en De Haene nam de vrijgekomen plaats van huisarts in. Hij trouwde in oktober 1894 in Brussel met Helena Gielen (1875-1962) en het koppel nam zijn intrek in de woning van Ketele in de Sint-Lenardsstraat, het "Goed van Gramez", een 15e-eeuwse kasteelhoeve waarvan de omwalling deels is behouden toen er in de jaren 1950 een moderne villa werd gebouwd.
In 1903 bouwde De Haene een klein kasteel langs de Westkapelse Steenweg, Sinte-Barbara genaamd. Hij trok daar in 1904 met zijn gezin in. Zijn zoon Alphonse (1904-na 1949), toen een maand oud, volgde hem later als arts op. In totaal kreeg het gezin veertien kinderen, van wie de helft de volwassen leeftijd bereikte.

## Burgemeester
De Haene werd bij de verkiezingen 24 april 1921, de eerste na het einde van de Eerste Wereldoorlog, tot gemeenteraadslid verkozen en onmiddellijk tot burgemeester van Dudzele benoemd.
Hij bleef die functie uitoefenen tot einde 1938 en werd toen opgevolgd door Raymond Vande Ryse.